# Mi-6
Mi-6 (ros. Ми-6, oznaczenie NATO „Hook”) – radziecki ciężki śmigłowiec transportowy konstrukcji Michaiła Leontjewicza Mila. Był to pierwszy w ZSRR śmigłowiec transportowy o udźwigu ładunku wewnątrz ładowni 12000 kg, a na zaczepach zewnętrznych 9000 kg. Budowany w kilku wersjach: dźwigowej, pasażersko-transportowej, przeciwpożarowej i transportowej. Od 1963 stosowany w wojsku, jak i w zastosowaniach cywilnych. W Polsce użytkowany od 1974 roku i wycofany z eksploatacji w latach 90 XX wieku. Produkowany jako dźwig powietrzny oznaczony jako Mi-10, posłużył też jako baza do budowy jeszcze większego śmigłowca Mi-12.

## Historia
Latem 1954 roku przystąpiono do prac nad ciężkim śmigłowcem transportowo-desantowym o napędzie turbinowym. Duży udźwig wiązał się ze znacznymi rozmiarami wirnika i ostatecznie wybrano pięciołopatowy wirnik o średnicy 35 metrów, przebadany w CAGI (Centralny Instytut Aerohydrodynamiczny).
Wiosną 1957 wytoczono z hali pierwszy egzemplarz oznaczony jako Mi-6 i rozpoczęły się próby na uwięzi. Oblatany został w czerwcu tego roku, a próby odbywały się na obecnie nieistniejącym lotnisku Zacharkowo w Moskwie. W ramach prac badawczych zbudowano 5 prototypów.
30 października 1957 roku załadowano do śmigłowca 385 worków z balastem i w czasie lotu trwającego 24 minuty pobito rekord świata w udźwigu ładunku – w czasie 11 minut Mi-6 uniósł ładunek 12000 kg na wysokość 2432 m. Ogólnie pobito 16 różnych rekordów na tej maszynie, także ówczesny rekord prędkości lotu wynoszący 340 km/h ustalony w 1966 roku. Pomimo tego nadal prowadzono prace badawczo-rozwojowe nad konstrukcją śmigłowca. W 1962 na wysokości 2000 m doszło do pożaru jednego z prototypów, którego nie udało się opanować i doszło do katastrofy, w której zginęło  3 członków załogi. Kolejne kłopoty sprawił rezonans ziemny przy małej prędkości obrotowej silników, podwyższonej temperaturze powietrza i roboczej prędkości kątowej wirnika nośnego na śliskiej nawierzchni, co wymagało kolejnych prób i doświadczeń, które zaowocowały m.in. zmianą kształtu łopat z trapezowego na prostokątny.
Początkowo Mi-6 nie był wyposażony w autopilota, co sprawiało duże problemy w obsłudze. Z czasem zainstalowano go oraz inne przyrządy jak żyrobusola, czy instalacja przeciwoblodzeniowa, a załoga została powiększona o jednego członka – nawigatora. Pozwoliło to na pracę śmigłowca w różnych porach dnia i w trudnych warunkach pogodowych.
Mi-6 po raz pierwszy został pokazany publicznie w czasie defilady w Tuszynie w 1958 roku, ale praktycznie użytkowanie rozpoczęto w 1963 w Turkmenistanie przy bardzo wysokich temperaturach otoczenia. W następnych latach użytkowany był w kolejnych republikach radzieckich i w 1965 po raz pierwszy pokazano go za granicą – w Paryżu na Salonie Lotniczym.
W 1966 Mi-6 demonstrowany był w Europie Zachodniej, z czego przez ponad miesiąc wykonywał różne prace we Francji, m.in. demonstracyjne gaszenie lasu na południu kraju z 60 strażakami na pokładzie. W 1967 po pokazie na paryskim Salonie Lotniczym śmigłowiec znów poleciał na południe Francji, aby wziąć udział w gaszeniu pożarów. 10 sierpnia 1967 roku w czasie takiej akcji maszyna rozbiła się wraz z 7-osobową radziecką załogą i 2 Francuzami utrzymującymi łączność z ziemią. Przyczyną katastrofy były złe warunki nawigacyjne.
Mi-6 szeroko stosowane były w gospodarce ZSRR do przewozu urządzeń wiertniczych i przemysłowych w rejony trudno dostępne, do prac montażowych, a także w wojsku do przewozu żołnierzy i ładunków bojowych. Podzespoły Mi-6 zostały wykorzystane przy budowie kolejnego śmigłowca Mi-10, oblatanego w wersji długonogiej w 1960, a pokazany publicznie na defiladzie w Tuszynie w 1961 wraz z transportowanym ładunkiem – składanym domkiem dla geologów. Mi-10 ustanowił kilka rekordów, w 1966 oblatano jego krótkonogi wariant przeznaczony do prac budowlano-montażowych. Pierwszym zagranicznym użytkownikiem Mi-10 była Holandia, potem odsprzedanych do USA.
Mi-6 używane były bojowo m.in. podczas interwencji radzieckiej w Afganistanie. Według nieoficjalnych danych utracono ich 26 w latach 1981–1988.

## Mi-6 w Polsce

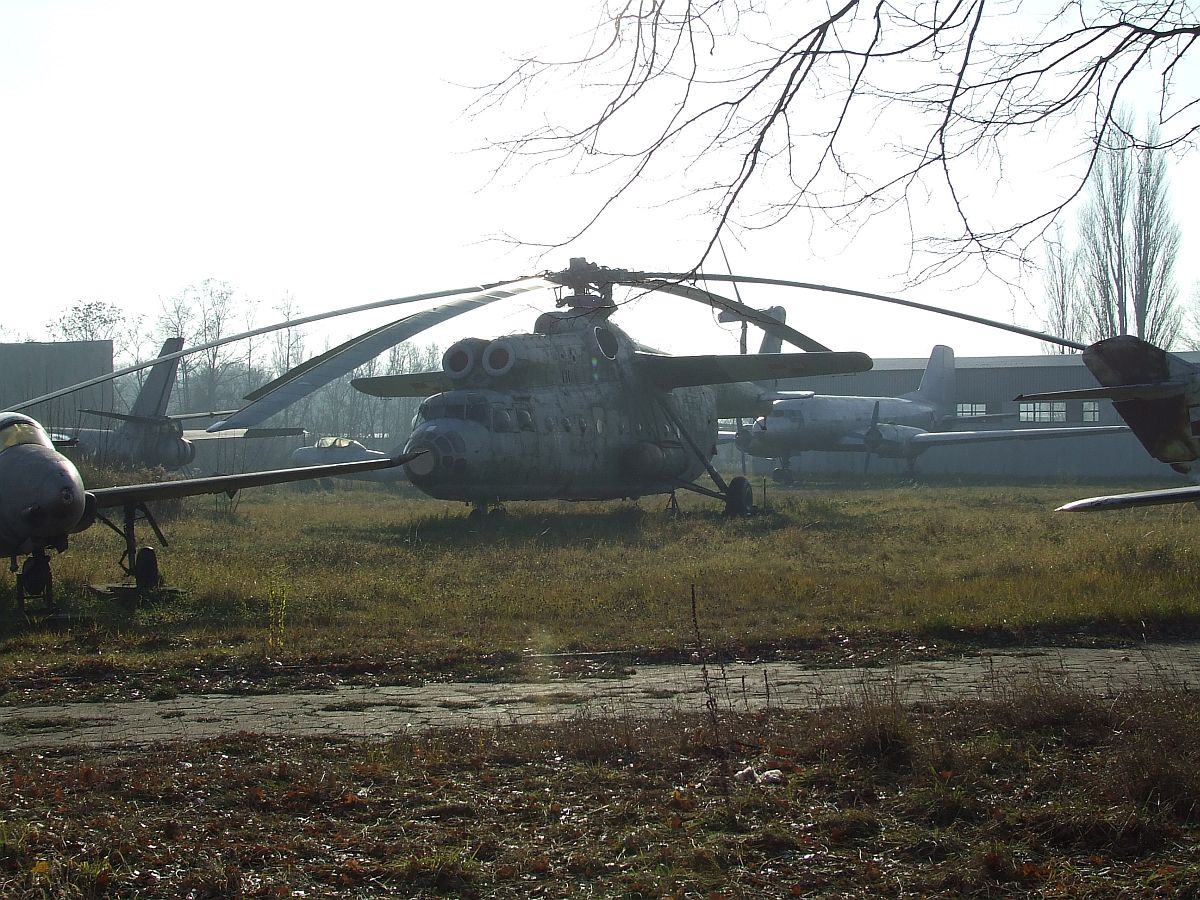
Mi-6A w barwach 37 Pułku Śmigłowców Transportowych na ekspozycji plenerowej w Łodzi do XI 2011 r.

Pierwszy raz Mi-6 można było zobaczyć w Polsce w maju 1967 w czasie przelotu radzieckiego śmigłowca na Salon Lotniczy w Paryżu. Następnie trzy egzemplarze Mi-6A zostały zakupione przez polskie firmy do wykonywania prac budowlano-montażowych i dźwigowych (dwa w 1974 i 1979 roku przez Instal – rejestracje SP-ITA i SP-ITC i jeden w 1978 przez Elbud – SP-ITB). Bazowały na lotnisku Chrcynno koło Nasielska. Przed zakupem Inspektorat Kontroli Cywilnych Statków Powietrznych Ministerstwa Komunikacji PRL dokonał certyfikacji typu na podstawie otrzymanych dokumentów z prób producenta oraz własnych prób uzupełniających w locie. Próby te prowadzono w listopadzie 1974 roku przez pilota doświadczalnego Instytutu Lotnictwa w Warszawie mgr inż. Ryszarda Witkowskiego. Pierwszym Polakiem, który otrzymał uprawnienia pilota-dowódcy był Józef Wietecha.
Przedsiębiorstwo Instal wykonywało różne prace budowlano-montażowe przy wykorzystaniu tych śmigłowców m.in. stawianie słupów energetycznych linii przesyłowej z elektrowni Porąbka Żar, tunele wentylacyjne na dachu fabryki FSO na Żeraniu, kopuła na budynku liceum św. Augustyna na Mokotowie oraz maszt RTV na budynku Biblioteki Ekonomicznej w Poznaniu. W 1976 podwieszony pod śmigłowcem pomnik Władysława Jagiełły przebył drogę z Gliwic do Krakowa i został postawiony na przygotowanym cokole Pomnika Grunwaldzkiego, a cała operacja pokazywana była w telewizji.

### Mi-6 wSiłach Zbrojnych PRL
Wszystkie trzy polskie śmigłowce zostały w styczniu 1986 roku przekazane wojsku, wchodząc do służby w 37. Pułku Śmigłowców Transportowych na lotnisku Leźnica Wielka koło Łęczycy. Otrzymały numery 063 (ex SP-ITA), 670 (ex SP-ITB) i 671 (ex SP-ITC). Już w sierpniu 1990 r. zostały wycofane ze służby. Dwa z nich sprzedano następnie na Ukrainę, a trzeci (nr 670) trafił do prywatnego muzeum w Łodzi  w 1994 roku. Od 16.11.2011 r. śmigłowiec jest własnością Muzeum Sił Powietrznych w Dęblinie.

## Opis
Mi-6 to ciężki, 65-90 miejscowy śmigłowiec transportowy produkowany w ZSRR od 1961 roku. Był największym śmigłowcem na świecie w latach, gdy był wytwarzany.
Śmigłowiec powstał w wersjach: pasażerskiej, transportowej, sanitarnej.
Produkowano również wersję jak dźwig powietrzny, którą oznaczono jako Mi-10.
Wiele podzespołów Mi-6 wykorzystano do budowy jeszcze większego śmigłowca Mi-12 – największego w historii śmigłowca, jaki uniósł się w powietrze.

## Użytkownicy
ZSRR, Algieria, Białoruś, Bułgaria, Chińska Republika Ludowa, Egipt, Etiopia, Indonezja, Irak, Kazachstan, Peru, Polska, Rosja, Syria, Ukraina, Uzbekistan, Wietnam